# Harda (Distrikt)
Harda ist ein Distrikt im indischen Bundesstaat Madhya Pradesh. Verwaltungssitz ist die gleichnamige Stadt Harda.

## Geografie
Der Distrikt liegt im Süden des Bundesstaats Madhya Pradesh. Er grenzt im Norden an den Distrikt Sehore, im Nordosten an den Distrikt Narmadapuram, im Osten und Südosten und Süden an den Distrikt Betul, im Südwesten und Westen an den Distrikt Khandwa sowie im Nordwesten an den Distrikt Dewas.
Naturräumlich zerfällt der Distrikt in das Bergland und die Ebene. Das Bergland im Süden des Distrikts gehört zum Satpuragebirge. Der weitaus größere Teil des Distrikts liegt im Flusstal des Narmada. Ein weiterer bedeutender Fluss ist der Ajnol. Ganz im Nordwesten des Distrikts liegt ein kleiner Teil des Indira-Sees innerhalb seiner Grenzen. Die Regenmenge unterliegt starken Schwankungen. Aber rund 90 % fallen während der sommerlichen Monsunzeit (zweite Juniwoche bis Ende September). In den Monaten Juli bis September ist die Luftfeuchtigkeit sehr hoch. Am wärmsten ist es in den Monaten April bis Juni. Weite Teile im Süden des Distrikts sind von Wald bedeckt (34 % der Fläche des Distrikts).

## Geschichte
Das Gebiet des heutigen Distrikts wird bis ins Spätmittelalter in keinen Chroniken erwähnt. Es gehörte als Handia Sarkar (Distrikt) zur Provinz Malwa im Mogulreich. Im Jahr 1743 eroberten die Marathen die von Muslimen gegründete Stadt Handia und seine Umgebung und verleibten sich das Gebiet ein. Theoretisch übernahm die Britische Ostindien-Kompanie das Gebiet im Jahr 1844. Doch wurde es erst ab 1860 von den Briten besetzt und verwaltet. Es war in der Kolonialzeit Teil des Distrikts Hoshangabad (heute Distrikt Narmadapuram) und gehörte zu den Central Provinces. Allerdings gab es ein Königreich Makrai inmitten des heutigen Distrikts, das bis zur Gründung Indiens selbständig blieb. Nach dem Ende der Kolonialherrschaft wurde das Gebiet Teil des neuen Bundesstaats Madhya Pradesh. Am 2. Juli 1998 spaltete sich ein Teil des bisherigen Distrikts Hoshangabad ab und wurde zum neuen Distrikt Harda.

## Bevölkerung

### Einwohnerentwicklung
In den ersten Jahrzehnten des 20. Jahrhunderts wuchs die Bevölkerung nur schwach. Dies wegen Seuchen, Krankheiten und Hungersnöten. Seit der Unabhängigkeit Indiens hat sich die Bevölkerungszunahme beschleunigt. Während die Bevölkerung in der ersten Hälfte des 20. Jahrhunderts um rund 11 % zunahm, betrug das Wachstum in den fünfzig Jahren zwischen 1961 und 2011 205 %. Die Bevölkerungszunahme zwischen 2001 und 2011 lag bei 20,25 % oder rund 96.000 Menschen. Offizielle Bevölkerungsstatistiken der heutigen Gebiete sind seit 1901 bekannt und veröffentlicht.
| Jahr      | 1901    | 1911    | 1921    | 1931    | 1941    | 1951    | 1961    | 1971    | 1981    | 1991    |
| Einwohner | 132.349 | 135.977 | 132.067 | 144.560 | 144.806 | 146.513 | 187.140 | 240.435 | 294.835 | 380.762 |

### Bedeutende Orte
Im Distrikt gibt es nur drei Orte, die als Städte (towns und census towns) gelten. Deshalb ist der Anteil der städtischer Bevölkerung im Distrikt gering. Denn nur 119.364 der 570.465 Einwohner oder 20,92 % leben in städtischen Gebieten. Die drei Städte sind:

### Volksgruppen
In Indien teilt man die Bevölkerung in die drei Kategorien general population, scheduled castes und scheduled tribes ein. Die scheduled castes (anerkannte Kasten) mit (2011) 92.865 Menschen (16,28 Prozent der Bevölkerung) werden heutzutage Dalit genannt (früher auch abschätzig Unberührbare betitelt). Die scheduled tribes sind die anerkannten Stammesgemeinschaften mit (2011) 159.678 Menschen (27,99 Prozent der Bevölkerung), die sich selber als Adivasi bezeichnen. Zu ihnen gehören in Madhya Pradesh 46 Volksgruppen. Mehr als 5000 Angehörige zählen die Korku (105.332 Personen oder 18,46 % der Distriktsbevölkerung), Gond (39.863 Personen oder 6,99 % der Distriktsbevölkerung) und Bhil (8752 Personen oder 1,53 % der Distriktsbevölkerung).

## Verwaltungsgliederung
Die Verwaltungseinheit Harda entstand am 2. Juli 1998. Der Distrikt Harda besteht aus den sechs Verwaltungsbezirken (Tehsils oder Subdivisions) Handia, Harda, Khirkiya, Rehatgaon, Sirali und Timarni. Er zählt drei Städte und 511 bewohnte Dörfer mit vier Stadtverwaltungen und 213 Dorfverwaltungen.

## Wirtschaft
Der Distrikt Harda ist in sehr hohem Maße landwirtschaftlich geprägt, wobei auch Wanderarbeiter – vor allem auf den zahlreichen Baumwollfeldern – bis in die heutige Zeit eine nicht unwichtige Rolle spielen. Lediglich in den wenigen Städten gibt es einige größere Geschäfte und Handwerksbetriebe sowie Banken, Hospitäler und weiterführende Schulen.
In der Landwirtschaft werden hauptsächlich Baumwolle, Weizen, Sorghumhirse, Sojabohnen, Kichererbsen, Mais, Zuckerrohr und Gemüse angebaut. Hinzu kommt die Tierhaltung mit hunderttausenden von Tieren (meist Rinder, Büffel, Ziegen, Geflügel und Schafe).

## Verkehr
Die meisten Dörfer sind über Buslinien an das regionale Verkehrsnetz angeschlossen. Wichtigste Eisenbahnlinie ist die Strecke von Howrah nach Mumbai. Im gesamten Distrikt gibt es neun Bahnhöfe. Hinzu kommen als überregionale Straßenverbindungen der National Highway 47 (von Nord nach Süd) und der State Highway 67 (von Ost nach West).

## Sehenswürdigkeiten
- Handia und der Riddnath Tempel
- der Fluss Makdai
- Makdai und sein Haupttempel
- Ram Janki Tempel in Bhadugaon
- Gupteshwar Mahadev Tempel in Haripura Mala (10./11. Jahrhundert)
- Chakraview Charua Tempel in Charu(v)a

Quelle: